# Archidiecezja krakowska

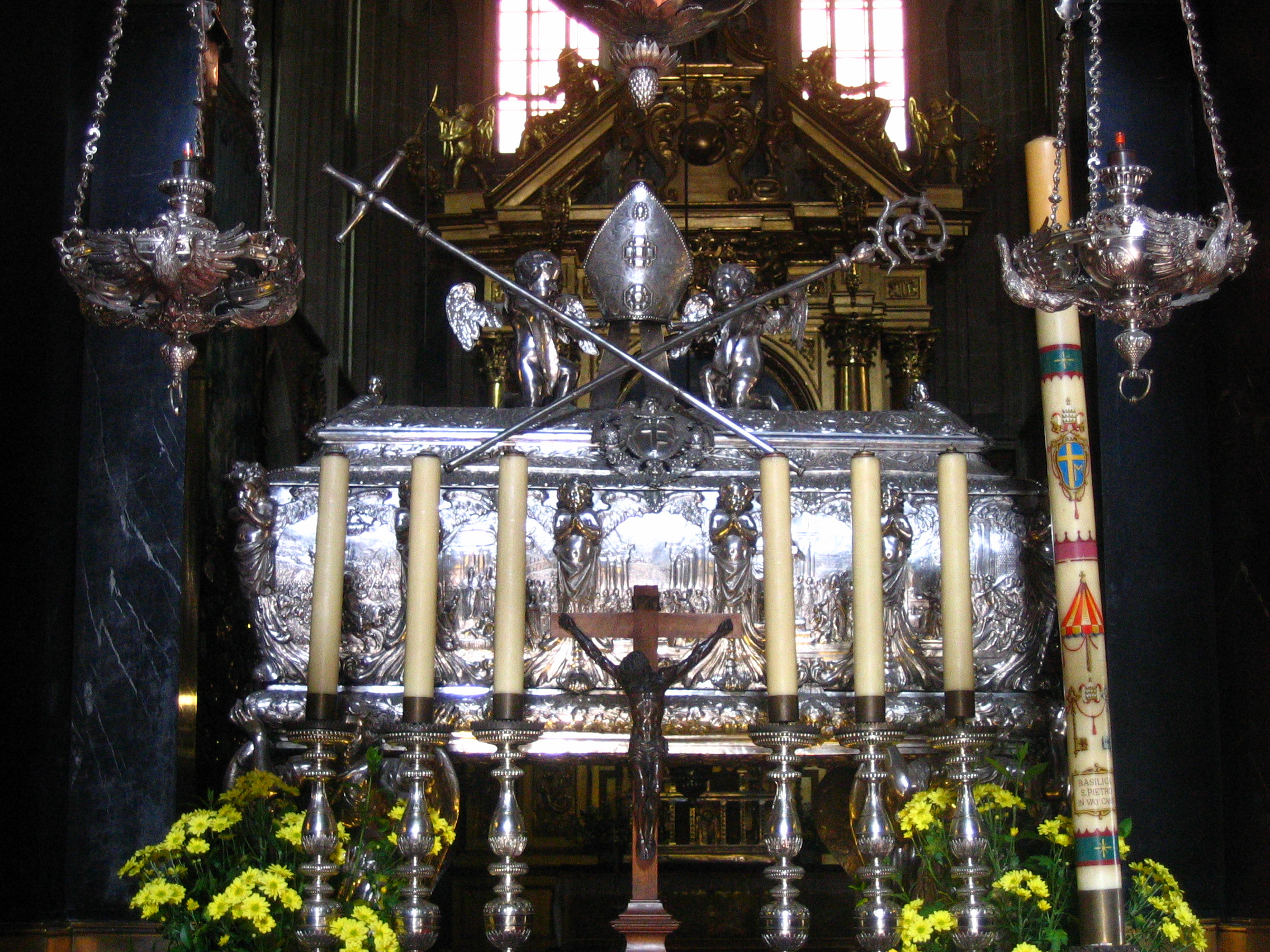
Trumna-relikwiarz ze szczątkami świętego Stanisława biskupa i męczennika

Archidiecezja krakowska (łac. Archidioecesis Cracoviensis) – jedna z 14 archidiecezji obrządku łacińskiego w polskim Kościele katolickim. Utworzona w roku 1000 jako sufragania metropolii gnieźnieńskiej. Papież Pius XI podniósł ją do rangi archidiecezji i stolicy metropolii 28 października 1925 r. Papież Jan Paweł II wprowadził zmiany terytorialne 25 marca 1992 r.

## Historia
Diecezja krakowska została erygowana w 1000 roku przez papieża Sylwestra II (od XI w. Kraków był stolicą Polski). Pierwszym biskupem został Poppon. Diecezja krakowska była drugim po Gnieźnie ośrodkiem kościelnym w Polsce. W 1046 roku Kazimierz I Odnowiciel odnowił diecezję krakowską, a nowym biskupem został mnich iroszkocki Aron. W okresie rozbiorów ulegała licznym podziałom. Należała do:
- metropolii gnieźnieńskiej (do 1807)
- metropolii lwowskiej (1807–1818)
- metropolii warszawskiej (1818–1880)
- Stolicy Apostolskiej (1880–1925)
- archidiecezja krakowska i metropolia krakowska (od 1925)
- 1992 – zmiana podziału administracyjnego kościoła w Polsce. Nowe granice metropolii obejmującej poza archidiecezją krakowską diecezje bielsko-żywiecką, kielecką i tarnowską

W archidiecezji krakowskiej odbyły się 44 synody – ostatni przeprowadził kard. Karol Wojtyła w latach 1972–1979. Od wieków działają w niej szpitale, bractwa i instytucje charytatywne.
Od 1200 roku, kiedy są dokładne dane historyczne na ten temat, posługę biskupa archidiecezji krakowskiej objęło 64 biskupów. 33 z nich pochodziło z terenu diecezji (a później archidiecezji) krakowskiej, zaś 31 spoza. Największą grupę biskupów niekrakowskich stanowią pasterze wielkopolscy, których było 14. Zalicza się do nich także aktualny metropolita krakowski abp Marek Jędraszewski, który urodził się w Poznaniu.
Z danych Annuarium Statisticum Ecclesiae in Polonia wynika, że na terenie metropolii krakowskiej (stan na 2015 r.) znajduje się 1413 parafii, z czego 210 w diecezji bielsko-żywieckiej, 304 w diecezji kieleckiej, 447 w diecezji krakowskiej oraz 452 w diecezji tarnowskiej. Zatem blisko 14% wszystkich polskich parafii znajduje się na terenie metropolii krakowskiej. Ponadto posługę sprawuje 4160 księży, 314 braci zakonnych oraz 3462 sióstr zakonnych. 53,5% mieszkańców archidiecezji krakowskiej regularnie uczęszcza na mszę św. w niedziele (tzw. dominicantes), a 20,7% regularnie korzysta z sakramentu komunii św. (tzw. communicantes).
W bulli nominacyjnej abpa Marka Jędraszewskiego papież Franciszek nazwał archidiecezję krakowską „najwspanialszą pośród gwiazd”.

## Biskupi

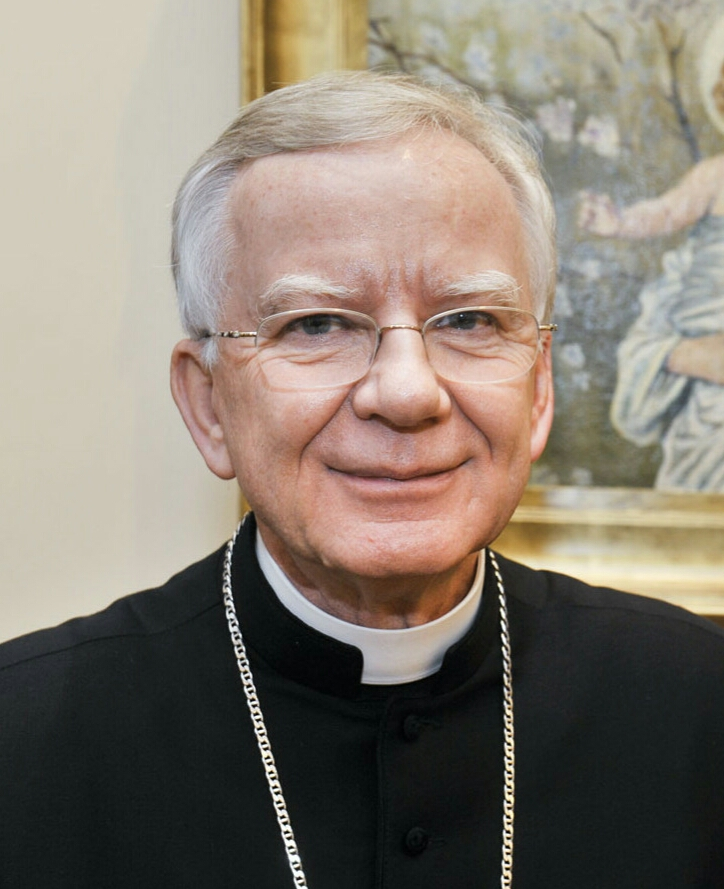
Marek Jędraszewski – metropolita

### Biskup diecezjalny
- abp Marek Jędraszewski – metropolita krakowski od 2017, zastępca przewodniczącego Konferencji Episkopatu Polski w latach 2014-2024

### Biskupi pomocniczy
- bp Damian Muskus OFM (wikariusz generalny) – od 2011
- bp Janusz Mastalski (wikariusz generalny) – od 2019
- bp Robert Chrząszcz (wikariusz generalny) – od 2021

### Biskupi seniorzy
- kard. Stanisław Dziwisz – metropolita krakowski w latach 2005–2016, senior od 2016
- bp Jan Szkodoń – biskup pomocniczy  krakowski w latach 1988–2022, senior od 2022
- bp Jan Zając – biskup pomocniczy krakowski w latach 2004–2014, senior od 2014

## Święci i błogosławieni
Wśród świętych i błogosławionych związanych z Krakowem i archidiecezją krakowską są:
- św. Stanisław – patron Polski, biskup krakowski, zamordowany na skutek decyzji króla Bolesława Śmiałego
- św. Jan Paweł II – papież, wcześniej arcybiskup metropolita krakowski.
- św. Faustyna Kowalska – siostra zakonna ze Zgromadzenia Sióstr Matki Bożej Miłosierdzia, apostołka Miłosierdzia Bożego, wizjonerka.
- św. Jan Kanty – duchowny, profesor Akademii Krakowskiej
- św. Albert Chmielowski – zakonnik posługujący ubogim i wykluczonym społecznie, założyciel albertynów i albertynek
- św. Szymon z Lipnicy – bernardyn, uczeń św. Jana Kapistrana, gorliwy kaznodzieja
- św. Jan Kapistran – Włoch, reformator zakonu franciszkanów, przebywał w Krakowie, gdzie wygłosił wiele kazań.
- św. Jacek – pierwszy dominikanin w Polsce, misjonarz i kaznodzieja
- św. Jadwiga Andegaweńska – królowa Polski, żona Władysława Jagiełły, wrażliwa na potrzeby biednych
- św. Stanisław Kazimierczyk – pochodzący z Kazimierza krakowski duszpasterz i kaznodzieja
- św. Kazimierz Jagiellończyk (królewicz) – polski królewicz, syn Kazimierza IV Jagiellończyka i Elżbiety Rakuszanki, od 1481 namiestnik królewski w Koronie Królestwa Polskiego, patron Polski i Litwy
- św. Jan z Dukli – zakonnik bernardyn, pustelnik
- św. Rafał Kalinowski – karmelita, przeor klasztoru w Wadowicach, wcześniej powstaniec zesłany na Syberię, wychowawca bł. Augusta Czartoryskiego
- św. Józef Sebastian Pelczar – biskup przemyski, wcześniej wykładowca i rektor Uniwersytetu Jagiellońskiego, gorliwy duszpasterz i kierownik duchowy
- św. Józef Bilczewski – absolwent krakowskiego seminarium, później łaciński arcybiskup lwowski, rektor Uniwersytetu Jana Kazimierza, duszpasterz i patriota
- bł. Wincenty Kadłubek – biskup krakowski, później mnich, autor Kroniki Polski
- bł. Bernardyna Maria Jabłońska – zakonnica ze zgromadzenia sióstr albertynek, posługująca ubogim
- bł. Aniela Salawa – świecka tercjarka franciszkańska, mistyczka, posługująca ubogim i chorym
- bł. Piotr Dańkowski – kapłan, katecheta, prefekt gimnazjum i liceum w Zakopanem, męczennik II wojny światowej
- bł. Hilary Januszewski – karmelita, nauczyciel akademicki, wychowawca, przeor krakowskiego klasztoru, męczennik II wojny światowej

## Instytucje
- Kuria Metropolitalna
- Uniwersytet Papieski Jana Pawła II w Krakowie
- Wyższe Seminarium Duchowne Archidiecezji Krakowskiej w Krakowie
- Kapituła katedralna
- Trybunał Metropolitalny
- Caritas archidiecezjalne
- Archiwum archidiecezjalne

## Główna świątynia
- Bazylika archikatedralna św. Stanisława i św. Wacława w Krakowie (rocznica poświęcenia: 4 lipca)

## Sanktuaria[5][6]
- Sanktuarium Pana Jezusa Miłosiernego w Alwernii
- Sanktuarium Matki Bożej Jasnogórskiej na Bachledówce
- Sanktuarium Matki Bożej Szkaplerznej i św. Rafała Kalinowskiego w Czernej
- Sanktuarium Macierzyństwa Najświętszej Maryi Panny w Dziekanowicach
- Sanktuarium Matki Bożej Gajowskiej w Gaju
- Sanktuarium Matki Bożej Gdowskiej w Gdowie
- Sanktuarium Matki Bożej Trudnego Zawierzenia w Jordanowie
- Sanktuarium pasyjno-maryjne w Kalwarii Zebrzydowskiej
- Domek loretański w Krakowie
- Kościół św. Katarzyny Aleksandryjskiej i św. Małgorzaty w Krakowie
- Kościół św. Szczepana w Krakowie
- Kościół Wniebowzięcia Najświętszej Marii Panny w Krakowie
- Sanktuarium Bożego Miłosierdzia w Krakowie
- Sanktuarium Ecce Homo św. Brata Alberta w Krakowie
- Sanktuarium Krzyża Świętego w Krakowie
- Sanktuarium Matki Bożej Bolesnej, bł. Salomei Piastówny i bł. Anieli Salawy w Krakowie
- Sanktuarium Matki Bożej Fatimskiej w Krakowie
- Sanktuarium Matki Bożej Jurowickiej w Krakowie
- Sanktuarium Matki Bożej Nieustającej Pomocy w Krakowie
- Sanktuarium Matki Bożej Piaskowej w Krakowie
- Sanktuarium Matki Bożej Płaszowskiej, Błogosławionego Macierzyństwa w Krakowie
- Sanktuarium Matki Bożej Różańcowej i św. Jacka Odrowąża w Krakowie
- Sanktuarium Matki Bożej Świętojańskiej i bł. Zofii Czeskiej w Krakowie
- Sanktuarium Męczeństwa św. Stanisława w Krakowie
- Sanktuarium św. Józefa Mężnego Opiekuna Rodzin Kraków (Podgórze)
- Sanktuarium Najświętszej Rodziny w Krakowie
- Sanktuarium św. Jana Pawła II w Krakowie
- Sanktuarium św. Szymona z Lipnicy w Krakowie
- Sanktuarium Matki Bożej Ludźmierskiej, Królowej Podhala w Ludźmierzu
- Sanktuarium Matki Bożej Opiekunki i Królowej Rodzin w Makowie Podhalańskim
- Sanktuarium Matki Bożej Myślenickiej w Myślenicach
- Sanktuarium św. Karola Boromeusza w Niepołomicach
- Sanktuarium św. Jana Pawła II w Nowym Targu
- Sanktuarium Matki Bożej Opiekunki Rodzin Robotniczych w Płokach
- Sanktuarium Matki Bożej Pani Saneckiej, Matki Oczekiwanego Macierzyństwa w Sance
- Sanktuarium bł. Anieli Salawy w Sieprawiu
- Sanktuarium Matki Bożej Sidzińskiej w Sidzinie
- Sanktuarium Matki Bożej Kołomyjskiej w Skomielnej Czarnej
- Sanktuarium Matki Bożej Bolesnej w Staniątkach
- Sanktuarium Matki Bożej na Jasnej Górce w Ślemieniu
- Sanktuarium Matki Bożej Tenczyńskiej w Tenczynku
- Sanktuarium Matki Bożej Śnieżnej w Tokarni
- Sanktuarium Matki Bożej Fatimskiej w Trzebini
- Sanktuarium Matki Bożej Pocieszenia w Trzemeśni
- Sanktuarium Matki Bożej Nieustającej Pomocy w Wadowicach
- Sanktuarium św. Józefa w Wadowicach
- Sanktuarium Matki Bożej Łaskawej w Wieliczce
- Sanktuarium Matki Bożej Jaworzyńskiej, Królowej Tatr na Wiktorówkach
- Sanktuarium Matki Bożej Wiśniowskiej w Wiśniowej
- Sanktuarium Matki Bożej Fatimskiej w Zakopanem
- Sanktuarium Matki Bożej Nieustającej Pomocy w Zakopanem
- Sanktuarium Matki Bożej Objawiającej Cudowny Medalik w Zakopanem
- Sanktuarium Najświętszej Rodziny w Zakopanem
- Sanktuarium św. Antoniego z Padwy w Zakopanem

## Patroni
- św. Stanisław ze Szczepanowa
- św. Jan Paweł II
- św. Jan z Kęt (Jan Kanty)
- św. Szymon z Lipnicy
- św. Faustyna Kowalska
- św. Jacek Odrowąż
- św. brat Albert
- bł. Wincenty Kadłubek
- św. Stanisław Kazimierczyk
- bł. Michał Giedroyć
- zwany błogosławionym Izajasz Boner

## Rezydencje biskupów
- Pałac Biskupi w Krakowie
- Zamek w Bodzentynie
- Zamek w Iłży
- Zamek w Koziegłowach
- Zamek Lipowiec
- Zamek w Muszynie
- Zamek biskupi w Siewierzu
- Zamek biskupów krakowskich w Sławkowie
- Pałac Biskupów Krakowskich w Kielcach
- Pałac Biskupów Krakowskich w Koziegłowach
- Pałac Biskupów Krakowskich w Warszawie